# Cássia dos Coqueiros
Cássia dos Coqueiros is een gemeente in de Braziliaanse deelstaat São Paulo. De gemeente telt 2.737 inwoners (schatting 2009).